# Jevanský potok
Jevanský potok är ett vattendrag i Tjeckien. Det ligger i den centrala delen av landet, 40 km sydost om huvudstaden Prag.